# 今村宣夫
今村 宣夫（いまむら のぶお、1924年〈大正13年〉1月12日 - 2006年〈平成18年〉9月9日）は、日本の農林官僚。水産庁長官を務めた。愛媛県出身。

## 来歴・人物
1947年に高文行政科に合格し、1948年に京都大学法学部を卒業し、同年に農林省に入省した。1974年7月に大臣官房審議官に就任し、1979年7月から1981年9月までに水産庁長官を務めた。
2006年9月9日急性肺炎のために死去。82歳没。